# Pia Käyhkö
Pia Käyhkö (17 febbraio 1979) è un'ex sciatrice alpina e sciatrice freestyle finlandese.

## Biografia
Pia Käyhkö, originaria di Oulu, iniziò la sua carriera nello sci alpino ed esordì in Coppa Europa il 24 gennaio 1996 a Annaberg in slalom speciale, senza completare la prova; l'anno dopo vinse la medaglia di bronzo nella medesima specialità ai Mondiali juniores di Schladming 1997 e ottenne il primo podio in Coppa Europa, il 20 dicembre ad Altenmarkt-Zauchensee in supergigante (3ª).
Esordì in Coppa del Mondo il 25 gennaio 1998 a Cortina d'Ampezzo in slalom gigante, senza completare la prova; ottenne il secondo e ultimo podio in Coppa Europa il 7 gennaio 1999 a Megève in supergigante (3ª) e ai successivi Mondiali di Vail/Beaver Creek 1999, sua prima presenza iridata, si classificò 23ª nella discesa libera, 30ª nel supergigante e 9ª nella combinata. Ottenne il miglior piazzamento in Coppa del Mondo il 14 gennaio 2001 a Flachau in combinata (5ª) e ai successivi Mondiali di Sankt Anton am Arlberg 2001, sua ultima presenza iridata, si classificò 28ª nella discesa libera e 8ª nella combinata.
Prese per l'ultima volta il via in Coppa del Mondo il 26 gennaio 2002 a Cortina d'Ampezzo in discesa libera (36ª) e la sua ultima gara nello sci alpino fu lo slalom speciale dei Campionati finlandesi 2004, disputato il 4 aprile a Koli e chiuso dalla Käyhkö al 5º posto. Da quella stessa stagione 2003-2004 si dedicò al freestyle, specialità ski cross: debuttò nella disciplina in occasione della gara di Coppa Europa disputata il 21 marzo a Ruka (4ª) e in seguito prese il via a una tappa di Coppa del Mondo, il 25 ottobre 2004 a Saas-Fee (10ª), e ai Mondiali di Ruka 2005, sua unica presenza iridata nel freestyle nonché ultima gara in carriera, dove si classificò 15ª.

## Palmarès

### Sci alpino

#### Mondiali juniores
- 1 medaglia:
  - 1 bronzo (slalom speciale a Schladming 1997)

#### Coppa del Mondo
- Miglior piazzamento in classifica generale: 69ª nel 2001

#### Coppa Europa
- Miglior piazzamento in classifica generale: 65ª nel 1999
- 2 podi:
  - 2 terzi posti

#### Campionati finlandesi
- 6 medaglie:
  - 2 ori (supergigante nel 1998; slalom gigante nel 2000)
  - 1 argento (slalom gigante nel 1997)
  - 3 bronzi (supergigante nel 1997; slalom gigante nel 1998; slalom gigante nel 2004)

### Freestyle

#### Coppa del Mondo
- Miglior piazzamento in classifica generale: 86ª nel 2005
- Miglior piazzamento nella classifica di ski cross: 29ª nel 2005